# سرمه دبیث مار
سرمه خانم (متولد ۲۷ ژانویه ۱۸۸۳-۷ دسامبر ۱۹۷۵) خواهر مطران کلیسای شرق آشور و از رهبران آشوریان ارومیه بود.

سرمه، خواهر مارشیمون، بازیل نیکیتین سفیر روسیه در ارومیه، سیمیتقو

## بیوگرافی
سورمه دبیث مار شمعون در ۲۷ ژانویه ۱۸۸۳ در قوجانس حکاری واقع در کشور ترکیه امروزی به دنیا آمد. او توسط ویلیام هنری براون، پدر روحانی از کشور انگلستان تحت تعلیم قرار گرفت که همین موضوع باعث تبحرش در زبان انگلیسی شد. او خواهر بزرگتر مارشیمون بود. پس از ترور برادرش مارشیمون بنیامین، به دست سمکو رهبر شورشیان کرد، برادر جوانترش مار شیمون پائولوس جانشین او شد و عملاً سرمه خانم به نایب السلطنه او تبدیل شد.

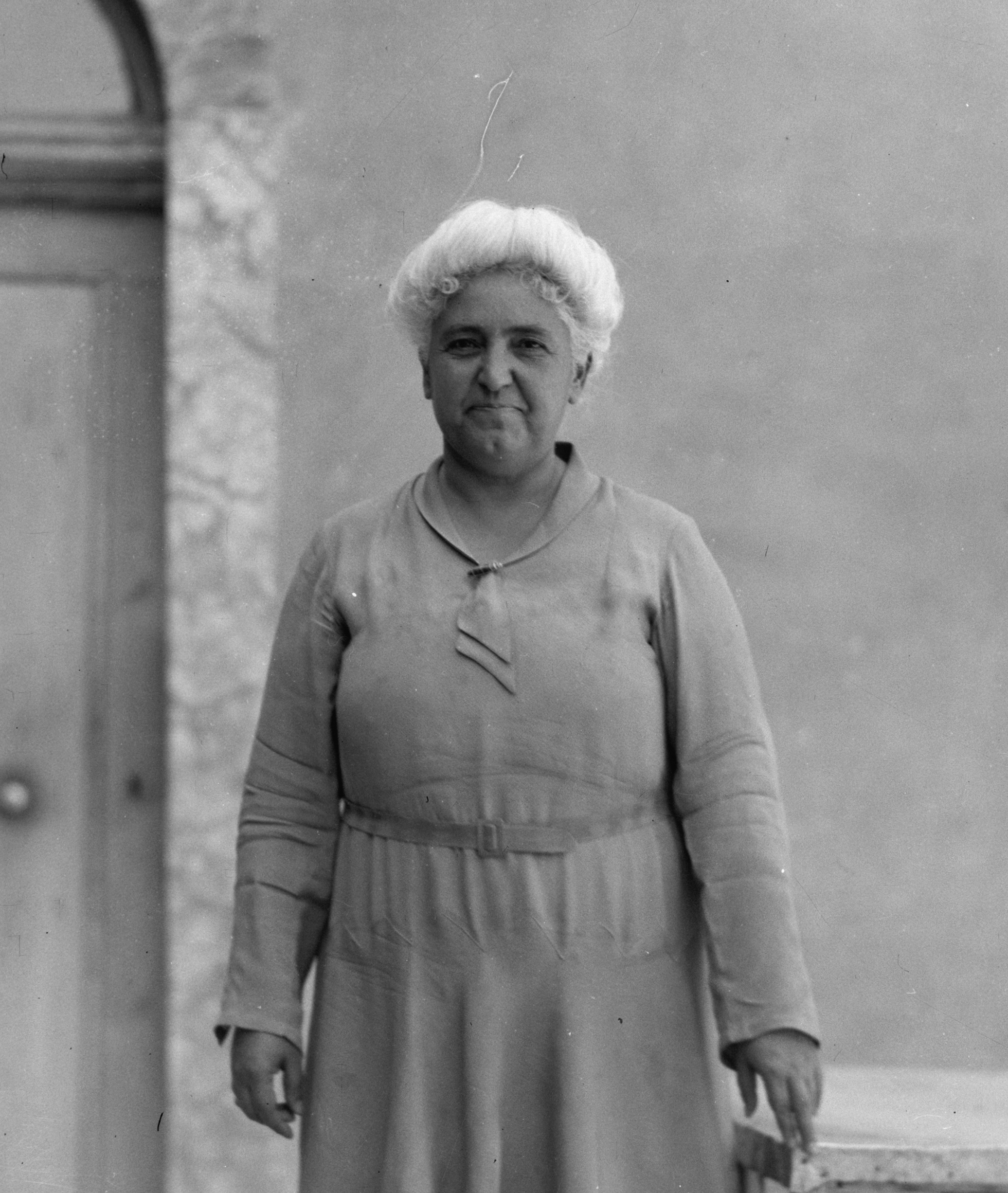
سرمه خانم در سال ۱۹۳۲ در موصل

سرمه خانم در سال ۱۹۱۸ مجبور شد مدتی را به همراه برادرش در مراغه سپری کند.

## کتابها
رسوم کلیسای آشوری و قتل مارشیمون